# Andrewsarchus
Andrewsarchus ist eine Säugetiergattung, die heute ausgestorbene, große und möglicherweise fleischfressende Vertreter umfasst und im Mittleren Eozän vor über 41 Millionen Jahren lebte. Sie ist nur anhand eines vollständigen Schädels aus der Inneren Mongolei bekannt, wo er 1923 entdeckt wurde. Ursprünglich als größter Vertreter der Mesonychia ausgewiesen, ist heute die systematische Stellung von Andrewsarchus nicht geklärt, es wird aber eine nahe Verwandtschaft mit den Paarhufern angenommen.

## Merkmale

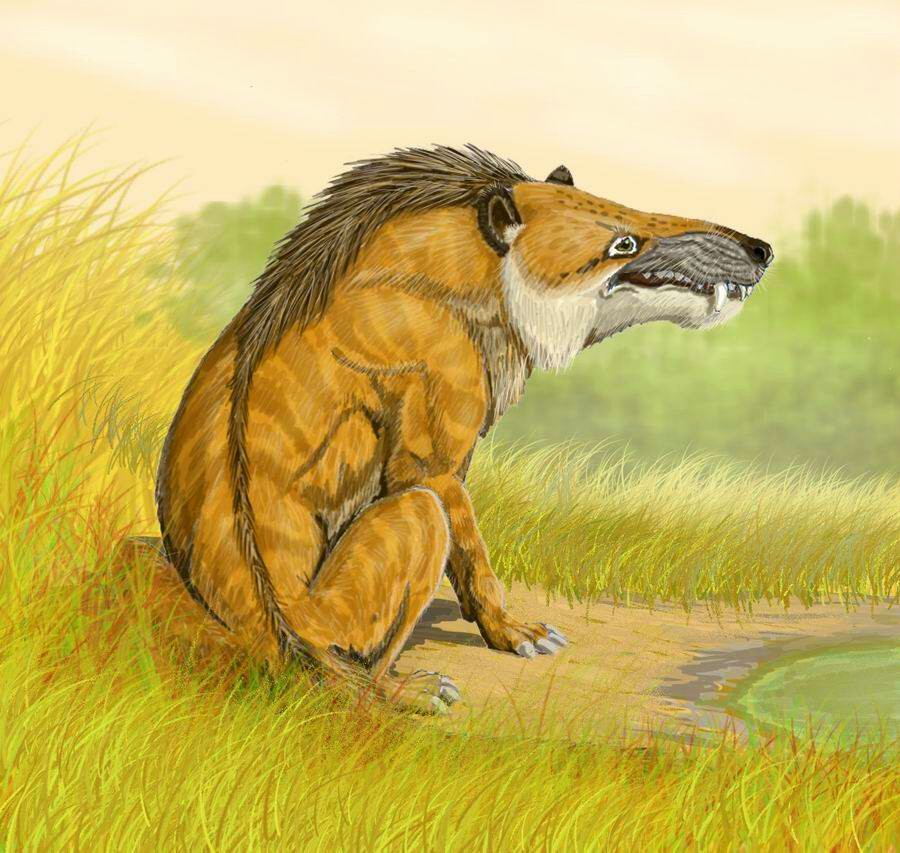
Mögliches Aussehen von Andrewsarchus in einer Lebendrekonstruktion

Andrewsarchus war ein großer bis sehr großer Vertreter der Höheren Säugetiere, allerdings ist er bisher nur von einem einzigen Schädel bekannt. Dieser ist fast vollständig erhalten und hat eine Gesamtlänge von 83,4 cm, wobei die extrem stark gebogenen Jochbeinbögen bis zu 56 cm auseinanderstehen. Der Schädel ist damit etwa doppelt so groß wie der eines rezenten, ausgewachsenen Grizzlybären. Ein markantes Merkmal stellte vor allem das lang ausgezogene Rostrum dar, das von der Position des ersten Schneidezahns bis zum hintersten Molaren gut 50 cm maß, während der Hinterschädel dementsprechend kurz war und nur 67 % der Länge der Schnauze aufwies. Diese lang ausgezogene Schnauze übertraf auch im Verhältnis jene der möglicherweise engeren Verwandten von Andrewsarchus, da das Rostrum zum Beispiel bei Harpagolestes die Länge des Hinterschädels nur knapp erreichte. Unter der Voraussetzung von vergleichbaren Körperproportionen wie bei den Mesonychia, fleischfressenden Vertretern der Huftiere, betrug die Kopf-Rumpf-Länge von Andrewsarchus – ermittelt aus der Schädelgröße – vermutlich rund 3,82 m, während die Schulterhöhe bei etwa 1,89 m lag. Damit wäre er eines der größten terrestrisch lebenden fleischfressenden Säugetiere gewesen, die je gelebt haben.
Das Gebiss ist nicht vollständig überliefert, anhand der vorhandenen Alveolen lässt sich aber die vollständige Bezahnung der modernen plazentalen Säugetiere ermitteln, bestehend aus jeweils drei Schneidezähnen, einem Eckzahn, vier Prä- und drei Molaren je Kieferbogen. Der jeweils zweite Schneidezahn war konisch geformt und stark vergrößert gegenüber den anderen Schneidezähnen. Die gesamte vordere Zahnreihe bildete einen deutlichen Bogen, im Gegensatz zu Harpagolestes, bei dem die Schneidezähne fast in einer geraden Reihe standen. Die Eckzähne sind nicht überliefert, doch die enormen Zahnfächer lassen auf extrem stark ausgebildete Canini schließen. Die hintere Zahnreihe begann mit einem kleinen, einspitzigen vorderen Prämolar, der zweite wies bereits zwei Spitzen auf der Kauoberfläche auf und erreichte 4,6 cm Länge, war allerdings nicht einmal halb so breit. Alle anderen Backenzähne wiesen drei Zahnschmelzspitzen auf. Der dritte Prämolar wies mit 5,9 cm die größte Länge aller Backenzähne auf. Die vorderen Molaren waren deutlich kürzer als die hintersten Prämolaren, allerdings nahm die Breite nach hinten zu, so dass der dritte Molar zwar nur 5,0 cm Länge, dafür aber 6,6 cm Breite besaß.

## Fossilfunde
Bisher ist Andrewsarchus nur von einem einzigen Schädel bekannt. Dieser wurde 1923 während der Third Central Asiatic Expedition of the American Museum of Natural History unter Leitung von Roy Chapman Andrews (1884–1960) im innermongolischen Teil der Wüste Gobi entdeckt. Aufgefunden wurde dieser vom Expeditionsmitglied George Olsen im Erlian-Becken. Dort lag er in der Irdin-Manha-Formation, einer mehr als 5 m mächtigen Gesteinsschicht aus grauweißen bis gräulich-gelben Sandsteinen und sandigen Kiesen, denen zahlreiche Kalkkonkretionen von zylindrischer Form beiliegen. Die Formation datiert in das Mittlere Eozän vor 46 bis 40 Millionen Jahren (lokalstratigraphisch Irdinmanhan genannt).

## Systematik
Andrewsarchus stellt eine Gattung dar, deren systematische Zuordnung innerhalb der Säugetiere aufgrund des bisher nur einen Fundes ungeklärt ist. In seiner Erstbeschreibung aus dem Jahr 1924 verwies Henry Fairfield Osborn sie zur Ordnung der Mesonychia, genauer zur Familie der Mesonychidae mit naher Verwandtschaft zu Mesonyx und Harpagolestes. Die Mesonychia sind vor allem im Paläogen in Nordamerika und Asien nachgewiesen und stellen eine ausgestorbene Gruppe innerhalb der Huftiere dar, die sich überwiegend fleischfressend, zum Teil aber auch allesfressend ernährten. Sie galten ursprünglich als relativ nahe mit den noch terrestrisch lebenden Vorfahren der modernen Wale verwandt, aufgrund von Entdeckung gut erhaltener Hinterbeine urtümlicher Wale Anfang des 21. Jahrhunderts ist aber nun eine nähere Verwandtschaft dieser mit den Flusspferden eher wahrscheinlich, was auch durch molekulargenetische Untersuchungen bestätigt wird. Heute werden die Mesonychia meist in einer systematischen Nähe einer Klade bestehend aus den Unpaarhufern und Paarhufern (einschließlich der Wale) gesehen.

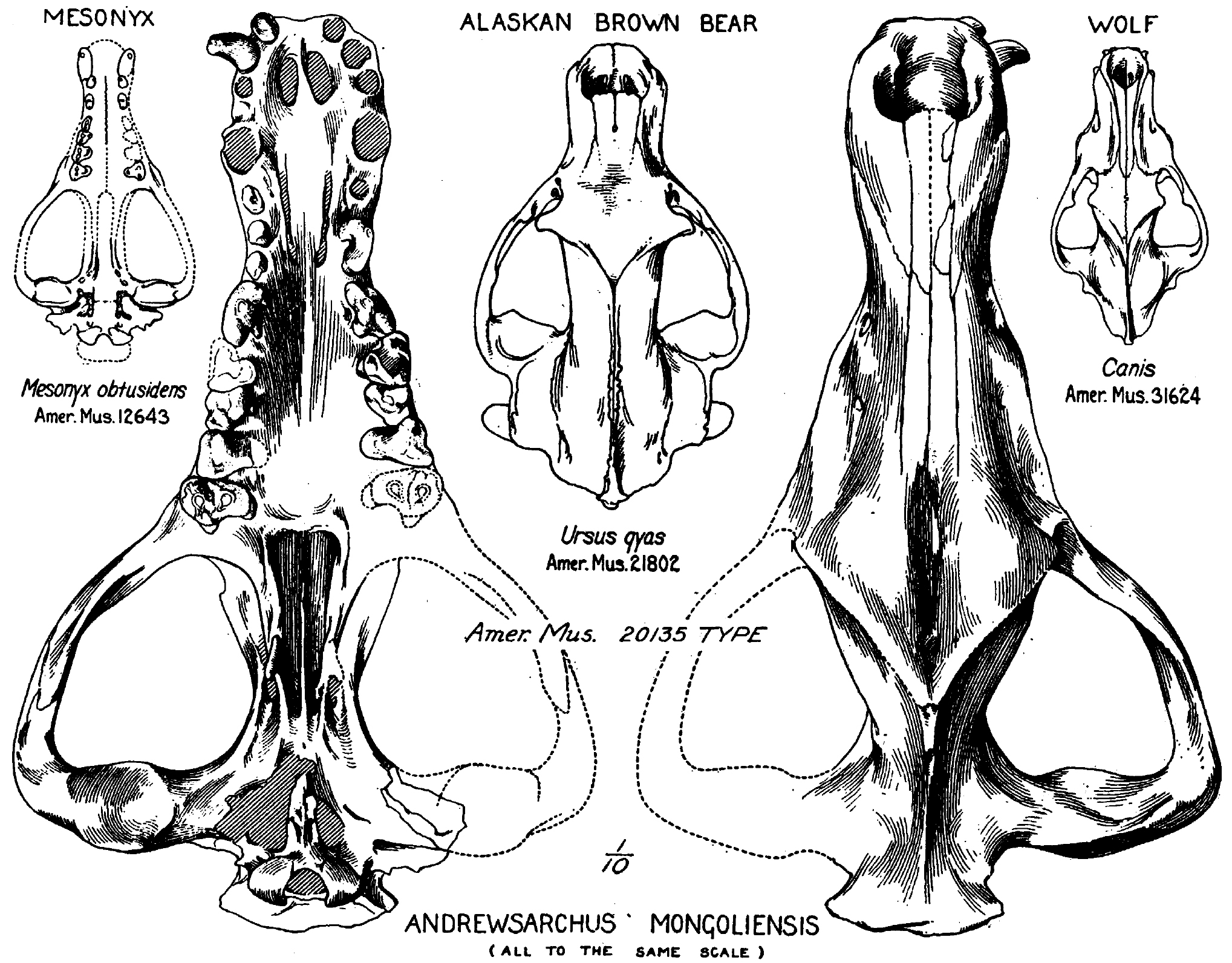
Schädel von Andrewsarchus im Vergleich zum ausgestorbenen Mesonyx, zu einem heutigen Braunbären und einem heutigen Wolf, aus der Erstbeschreibung von Henry Fairfield Osborn 1924

Anfangs wurden die Mesonychia in drei Familien gegliedert: die Mesonychidae, die Hapalodectidae und die Triisodontidae. Dabei gehörte Andrewsarchus zusammen mit Eoconodon und Triisodon den Triisodontidae an. Neuere Untersuchungen zeigen jedoch, dass diese Gruppe paraphyletischen Ursprungs ist und so keine geschlossene Einheit bildet. In einigen phylogenetischen Analysen bilden Andrewsarchus und Eoconodon eine eher geschlossene Einheit, die eine systematische Nähe zu den Arctocyonidae besitzt, einer ebenfalls fleischfressenden Gruppe der Stammhuftiere. In den Untersuchungen der jüngeren Zeit wird Andrewsarchus überwiegend aus den Mesonychia ausgeschlossen. Ein Grund dafür ist unter anderem, dass der hinterste Molar im Oberkiefer bei Andrewsarchus weitgehend unreduziert ist, während die überwiegend älteren Vertreter der Mesonychia diesen häufig verkleinert oder gar nicht ausgebildet haben. Aufgrund des nur geringen Fossilmaterials ist eine eindeutige Stellung von Andrewsarchus innerhalb der Huftiere derzeit nur ungenau möglich So wird je nach Untersuchung unter anderem eine Nähe zu den ausgestorbenen Entelodontidae und der gemeinsamen Gruppe der Wale und Flusspferde oder eine Stellung als das Schwestertaxon zu allen Paarhufern und Unpaarhufern favorisiert, wobei dann eine nähere Beziehung zu den Unpaarhufern bestehen könnte.
Andrewsarchus wurde nach dem Paläontologen Roy Chapman Andrews benannt, dem Leiter der dritten Asienexpedition des American Museum of Natural History, während der der fossile Schädel geborgen wurde. Dieser stellt auch den Holotyp (Exemplarnummer AMNH 20135) der Gattung dar. Andrews hatte dabei zuerst die Zugehörigkeit des Schädels zu einem räuberisch lebenden Tier erkannt. Der Gattungsname Andrewsarchus setzt sich aus dem Nachnamen des Expeditionsleiters und dem griechischen Wort ἀρχός (archós „Führer“, „Leiter“) zusammen. Die einzige anerkannte Art stellt Andrewsarchus mongoliensis dar, wobei der Artname auf die Fundregion verweist. Als ein mögliches Synonym gilt Paratriisodon, welches 1959 anhand eines rund 34 cm langen Unterkieferfragmentes und einiger Oberkiefer- und Zahnreste aus der obereozänen Lushih-Formation in der chinesischen Provinz Henan beschrieben wurde und dessen rekonstruierte Größe jener von Andrewsarchus ähnelt, der Erstbearbeiter sah dieses aber als Vertreter der Arctocyonidae an.